# 1er régiment Punjab
Le 1er régiment Punjab est un régiment de l'armée indienne britannique de 1922 à 1947. Il fut transféré dans l'armée pakistanaise lors de l'indépendance en 1947 et fusionna avec les 14e, 15e et 16e régiments Punjab en 1956 pour former le régiment Pundjab.